# Suopajärvi
Suopajärvi är en sjö i Finland. Den ligger i kommunen Rovaniemi i landskapet Lappland, i den norra delen av landet, 700 km norr om huvudstaden Helsingfors. Suopajärvi ligger 150,4 meter över havet. Arean är 1,01 kvadratkilometer och strandlinjen är 5,05 kilometer lång. Sjön  ingår i Kemi älvs huvudavrinningsområde.   
I övrigt finns följande i Suopajärvi:
- Vieraansaari (en ö)

I övrigt finns följande vid Suopajärvi:
- Saittajoki (ett vattendrag)